# Östermalm (Kristianstad)
Östermalm (œstɛrma´lm) é um bairro central da cidade de Kristianstad, na província histórica da Escânia, na Suécia.

Östermalm é uma das circunscrições administrativas da cidade de Kristianstad, juntamente com Innerstaden, Vasastaden, Norr, Söder, Lyckans Höjd, Parkstaden, Egna Hem e Långebro.

## Ruas e praças importantes
- Götgatan - Rua

## Património
- Musikskola - Escola de música
- Tingshus - Tribunal
- Bibliotek - Biblioteca municipal
- Sjukhus - Hospital